# 東矢本駅
東矢本駅（ひがしやもとえき）は、宮城県東松島市矢本字下浦にある、東日本旅客鉄道（JR東日本）仙石線の駅である。
日本国有鉄道時代の最後（民営化前日）に誕生した駅としても知られる。

## 歴史
東矢本駅は1987年（昭和62年）3月31日に開業した。この日は国鉄として最後の日であり、この日に開業した旅客駅は当駅だけである。地元が建設費を全額負担して建設された請願駅である。
この駅の開業はテレビ番組『報道スペシャル列島全中継 国鉄最後の夜』（1987年3月31日 - 4月1日放送、TBS）にて、国鉄最終日（民営化前日）に誕生した駅として取り上げられ、生中継が行われた。開業当時は当駅に停車する最終列車の時刻が18時台であったが、当日は仙石線の最終列車（22時台）が臨時停車した。番組はその様子も放送し、当駅のホーム下にある柱に国鉄の古レールを再利用したことやホームの床に国鉄の工事用コンクリートを用いたことも併せて報告した。中継リポーターを務めたさとう宗幸は「国鉄製の新駅」と語っている。

### 年表
- 1987年（昭和62年）
  - 3月31日：開業[3]。旅客のみ取扱いの駅員無配置駅[4]。
  - 4月1日：国鉄分割民営化により、東日本旅客鉄道（JR東日本）の駅となる[5]。
- 2003年（平成15年）10月26日：ICカード「Suica」の利用が可能となる[6]。
- 2011年（平成23年）
  - 3月11日：東北地方太平洋沖地震とそれに伴う大津波の影響により全線で不通となる。当時は快速停車駅であった。
  - 7月16日：矢本 - 石巻間で運転を再開[7]。普通列車のみの運行。
- 2015年（平成27年）5月30日：仙石線の全線復旧に伴い、仙石東北ライン経由で快速列車の運行が再開されるが、当駅は全列車通過とされた[8]。
- 2024年（令和6年）10月1日：えきねっとQチケのサービスを開始[1][9]。

## 駅構造
ホーム有効長90メートルの単式ホーム1面1線を有する地上駅である。
石巻駅管理の無人駅である。ホーム上に簡易Suica改札機、待合室内に乗車駅証明書発行機が設置されている。

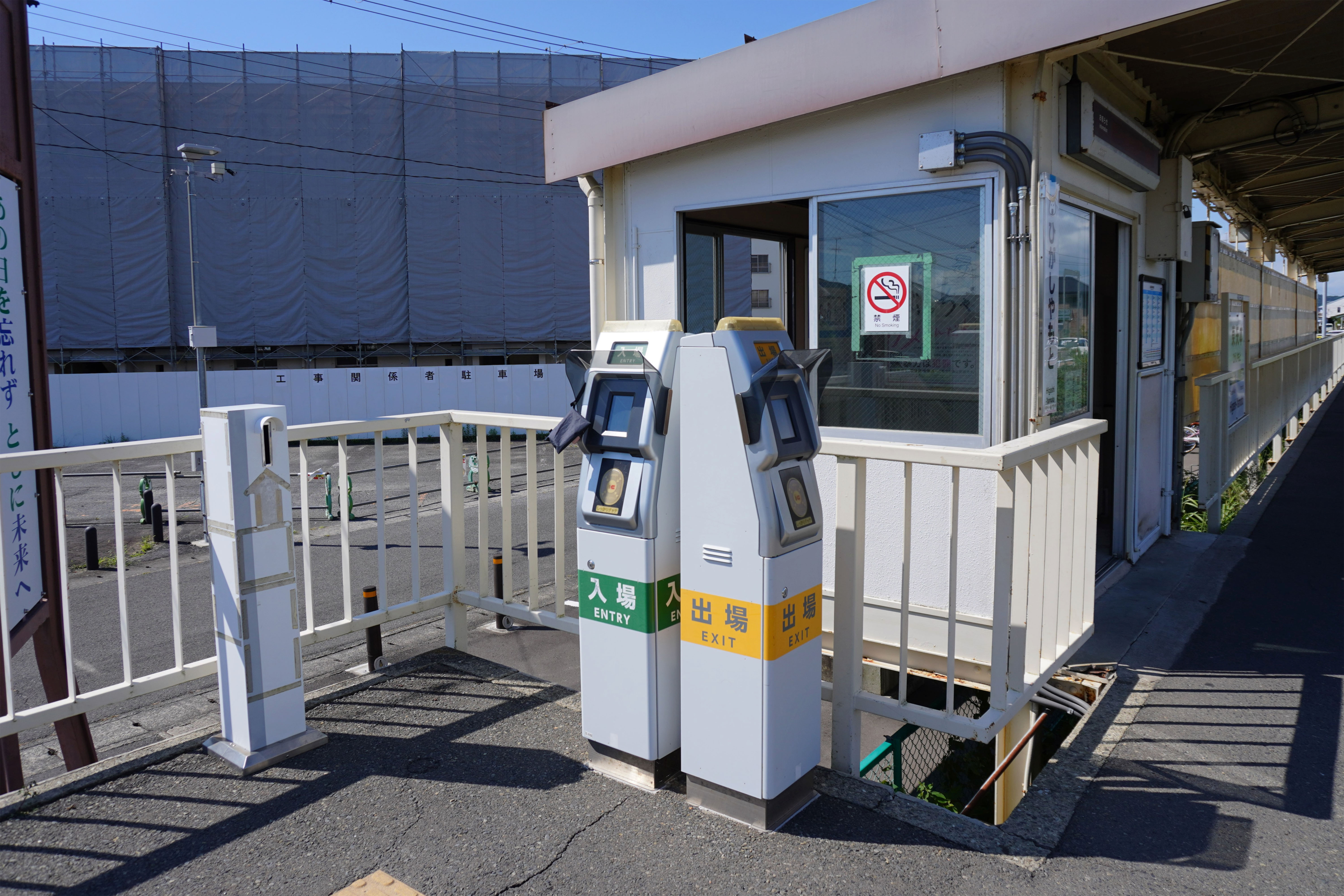
簡易Suica改札機（2023年8月）
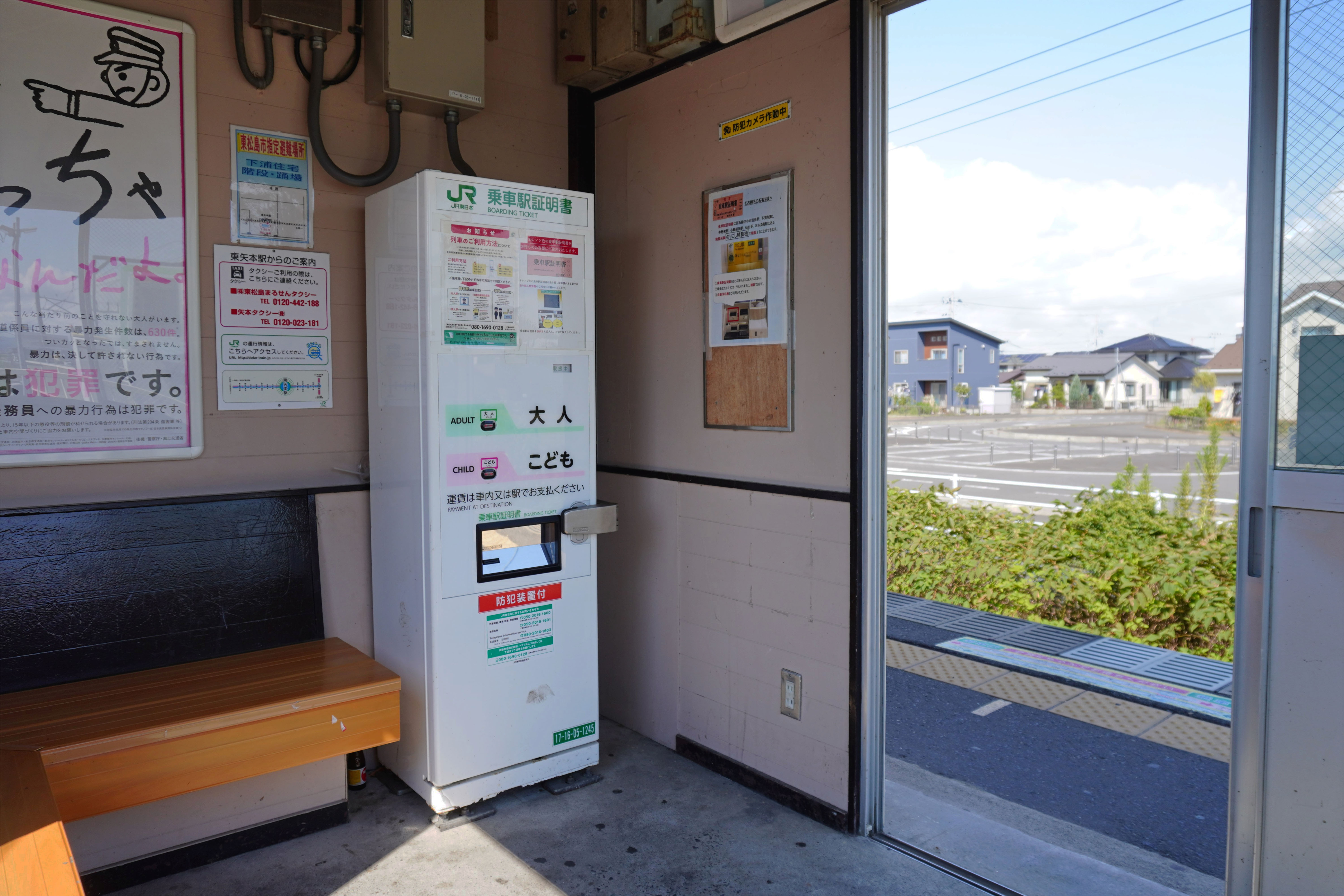
待合室（2023年8月）
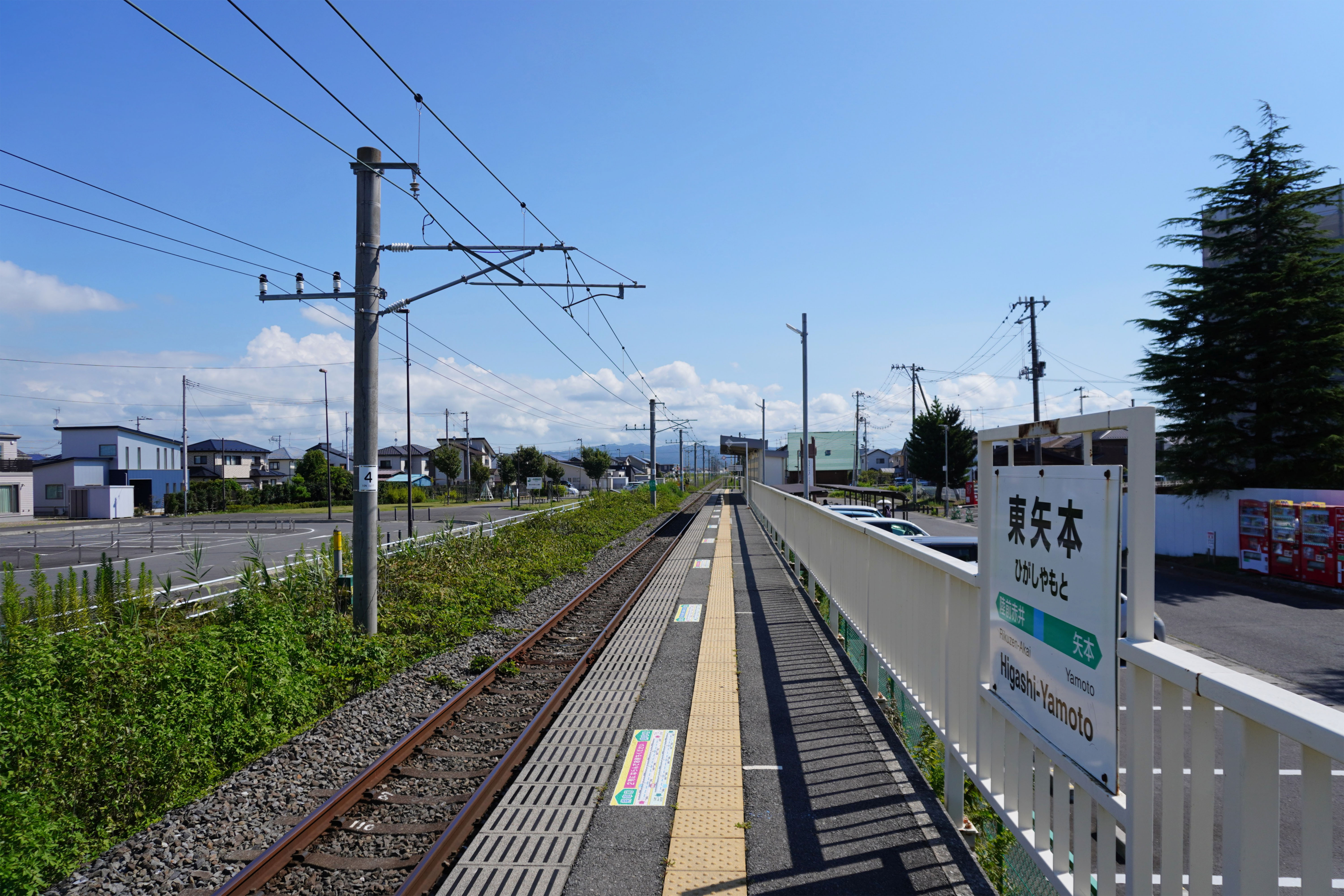
ホーム（2023年8月）

## 駅周辺
駅付近は住宅地となっており、一戸建て住宅や団地がある。月観の松（宮城県指定天然記念物）・消防署・東矢本中央公園は駅北側にあるが、月観の松は駅からやや離れた所にある。東松島市矢本運動公園や スーパーマーケットは駅南側にある。
- （県営）矢本下浦住宅
- （市営）下浦住宅
- 石巻地区広域消防本部東松島消防署
- 大曲地区体育館
- 東矢本中央公園
- 東松島市矢本運動公園
- サンショップ矢本店 - スーパーマーケット
- 国道45号 - 三陸沿岸道路は北側、現道は南側を通る。

## 隣の駅
東日本旅客鉄道（JR東日本）
■仙石線
■普通
矢本駅 - 東矢本駅 - 陸前赤井駅
■■仙石東北ライン
全列車通過